# Ingrid Sjögren
Ingrid Sjögren, född 1960 i Lund, är en svensk kostymör.

## Biografi
Ingrid Sjögren är född och uppvuxen i Lund. Hon studerade vid det beklädnadstekniska programmet på Värnhemsskolans gymnasium i Malmö. Därefter studerade hon vid Tillskärarakademin i Köpenhamn. Sjögren inledde sin karriär inom film och TV 1985, då hon praktiserade på SVT:s skrädderi i Malmö, där hon arbetade som assistent på bl.a. tv-serien Skånska mord (1986). Sedan dess har hon arbetat främst inom TV med titlar som Äkta människor (2012) och Jordskott (2015–2017). Sjögren har ett långvarigt samarbete med maskörerna Eva von Bahr och Love Larson och tillsammans har de arbetat på flera filmer.
Vid Guldbaggegalan 2019 tilldelades Sjögren Guldbaggen för bästa kostymdesign för sitt arbete med Tårtgeneralen (2018). Hon har nominerats ytterligare två gånger: vid Guldbaggegalan 2022 för Sagan om Karl-Bertil Jonssons julafton (2021) och vid Guldbaggegalan 2023 för Bränn alla mina brev (2022).